# Orthosia terminata
Orthosia terminata är en nordamerikansk fjärilsart som beskrevs av John Bernhardt Smith och fick sitt namn 1888. Arten ingår i släktet Orthosia och familjen nattflyn. Inga underarter finns listade i Catalogue of Life.